# Tel Aviv University Prize
Der Tel Aviv University Prize (früher Raymond and Beverly Sackler International Prize) der Universität Tel Aviv ist ein Preis in Biophysik, Chemie („Physical Sciences“) und Physik, der in Chemie und Physik an jüngere Wissenschaftler verliehen wird. Die Themen, für die der Preis verliehen wird, und die Disziplinen wechseln sich ab. 
Der Preis ist mit jeweils 100.000 Dollar (Stand 2012) dotiert und war nach den Stiftern Raymond und Beverly Sackler benannt.
Die Altersgrenze war zunächst 40 Jahre und ist seit 2008 45 Jahre. Für den Preis in Biophysik gilt keine Altersgrenze; für die Träger des Preises in Chemie gilt, dass der Erwerb des Ph.D. nicht mehr als 15 Jahre zurückliegen soll (Stand 2012).
2015 wurde an der National Academy of Sciences der Vereinigten Staaten der mit 400.000 US-Dollar dotierte Raymond and Beverly Sackler Prize in Convergence Research gestiftet.

## Preisträger

### Biophysik
- 2006 Harvey T. McMahon, Paul R. Selvin; Physik biologischer Moleküle und Verbindungen
- 2007 Clare M. Waterman-Storer, Frank Jülicher; Biophysik der Molekulardynamik und Zelldynamik
- 2008 David A. Baker, Martin Gruebele, Jonathan S. Weissman; Physik der Strukturbildung und Selbstzusammensetzung von Proteinen und Nukleinsäuren
- 2010 Gerhard Hummer, Yigong Shi; Physik biomolekularer Interaktionen
- 2011 Stephen R. Quake, Xiaowei Zhuang; innovative physikalische Techniken in der Biologie
- 2012 Carlos Bustamante, Wolfgang Helfrich; biologische Systeme
- 2014 Howard C. Berg, George Oster; physikalische Prinzipien biologischer Systeme
- 2015 Stephan Grill, Nieng Yan; Strukturbiologie
- 2016 Jacques Prost, Michael G. Rossmann; physikalische Prinzipien biologischer Systeme
- 2017 Tuomas Knowles, physikalische Grundlage der Bildung von Amyloidfibrillen
- 2019 Ken A. Dill, Proteinfaltung; Michael Elowitz, synthetische Biologie
- 2020 Margaret Gardel, Mechanorezeptoren; Robert B. Best, Proteinfaltung
- 2022 Samuel Safran, Zellphysik; Shimon Weiss, Einzelmoleküluntersuchungen
- 2023 Clifford P. Brangwynne; zelluläre Biophysik; Philipp Kukura; molekulare Bildgebung
- 2024 Cees Dekker, Nanowissenschaften; Leonid Mirny, Polymere; Petra Schwille, molekulare Biophysik
- 2025 Ariel Amir, statistische Physik; Arvind Murugan, Bioinformatik; Julien Tailleur, statistische Physik

### Chemie (früher „Physical Sciences“)
- 2001 Moungi G. Bawendi, James R. Heath; Physikalische Chemie neuartiger Materialien (Physical Chemistry of Advanced Materials)
- 2003 Chad A. Mirkin, Xiaoliang Sunney Xie; Chemie neuartiger nanostrukturierter Materialien (Advanced Nanostructured Materials)
- 2005 Christoph Dellago, Christopher Jarzynski, David Robert Reichman; theoretische Chemie
- 2007 Christopher C. Cummins, John F. Hartwig; Metalle in der Synthese
- 2009 Phil S. Baran, Matthew D. Shair, Brian M. Stoltz; Synthese biologisch aktiver natürlicher Produkte
- 2011 Gregory D. Scholes, Martin T. Zanni; molekulare Dynamik chemischer Reaktionen
- 2013 Melanie S. Sanford, Jin-Quan Yu; Funktionalisierung von Kohlenstoff-Wasserstoff-Bindungen in der organischen Synthese
- 2016 John Morton, Guido Pintacuda, Charalampos Babis Kalodimos; Magnetresonanz
- 2019 Christopher J. Chang, Jason W. Chin, Matthew D. Disney; chemische Biologie
- 2022 Adam E. Cohen, Bozhi Tian; physikalische Chemie für Biomedizin

### Physik
- 2000 Michael R. Douglas, Juan Maldacena; theoretische Hochenergiephysik
- 2002 Leo P. Kouwenhoven, Ulrich Steiner; Physik neuartiger Materialien
- 2004 Andrea M. Ghez, Adam G. Riess; Astronomie und Astrophysik
- 2006 Yuri Kovchegov, Thomas Glasmacher; Kernphysik/Hadronenphysik
- 2008 Nima Arkani-Hamed; Physik jenseits des Standardmodells
- 2010 Mark L. Brongersma, Stefan A. Maier; Nanophotonik und Nano-Plasmonik
- 2012 David Charbonneau, Sara Seager; Untersuchung extrasolarer Planeten
- 2014 B. Andrei Bernevig, Liang Fu, Xiao-Liang Qi; topologische Isolatoren
- 2018 Zohar Komargodski, Pedro Vieira; Quantum Field Theory
- 2020 Ronny Thomale, Yuan Cao, Yiwen Chu[2]